# Hendersonia epicalamia
Hendersonia epicalamia är en svampart som beskrevs av Cooke 1878. Hendersonia epicalamia ingår i släktet Hendersonia och familjen Phaeosphaeriaceae.   Inga underarter finns listade i Catalogue of Life.